# Orinoquia Air Services c.a.
Era una empresa de transporte aéreo de carga con sede en el Aeropuerto Internacional José Tadeo Monagas en Maturín, contó con múltiples servicios como aeroambulancias, chárter y carga principalmente. Actualmente ya no opera.

## Destinos operados antes de cesar operaciones
- Venezuela
  - Barcelona, Estado Anzoátegui / Aeropuerto Internacional de Oriente General José Antonio Anzoátegui
  - Puerto Ordaz, Bolívar / Aeropuerto Internacional Manuel Piar
  - San Tomé, Estado Anzoátegui / Aeropuerto Don Edmundo Barrios 
  - Maturín, Monagas / Aeropuerto Internacional José Tadeo Monagas
  - Valencia, Carabobo / Aeropuerto Internacional Arturo Michelena
  - Maracaibo, Zulia / Aeropuerto Internacional de La Chinita

- Trinidad y Tobago
  - Puerto España / Aeropuerto Internacional de Piarco

- Brasil
  - Manaus / Aeropuerto Internacional Eduardo Gomes

- Estados Unidos
  - Miami / Aeropuerto Internacional de Miami

- Colombia
  - Bogotá / Aeropuerto Internacional El Dorado